# 天等县
天等县是中国广西壮族自治区崇左市所辖的一个县，位于广西西南部。总面积为2159平方公里，1952年由镇向县、龙茗县合并为镇都县，1957年改天等县。东接隆安县、平果市，南接大新县，西接靖西市，西北靠德保县，北界田东县。县城天等镇距南宁市125公里，西南部县界距中越边境最近处9公里，天等县境东西最大横距64公里，南北最大纵距63公里。

## 歷史
宋，县境内置羁縻龙英、结安峒和全茗、茗盈、镇远、向武、都康、上映、怀化州。向武、都康、上映州属广南西路邕州横山寨治所在今田东县，余属邕州太平寨沿所在今崇左县。
元，龙英垌改为龙英州，原结安垌改置结安州、佶伦州、都结州，怀化州改为上怀恩州，余各州沿袭。向武、都康州属邕州田州路治所在今田阳县，上映州属镇安路治所在今德保县，余各州属太平路。
明，废上怀恩州，余各土州沿袭。向武州初属田州路，永历五年1651年升为府，直隶广西布政司。都康州初属田州府，建文元年直隶广西布政司。上映州属思恩府治所在今武鸣县，余各土州属左江道太平府。
清，各州沿袭。向武、都康、上映土州属左江道镇安府，余各土州属太平思顺道太平府。
民国五年（1916年9月），龙英、全茗、茗盈土州合併成為龙茗县，以原龙英土州治今龙英街为县治；结伦、都结、镇远、结安土州合併成為镇结县，以原结伦土州治今进结街为治县。民国六年（1917年），向武、都康、上映土州合併成為向都县，以原向武土州治今中和街为县治。龙茗、镇结县属镇南道，向都县属田南道，3县后属天保区。天保区民团指挥部于民国二十九年6月为第十一区行政督察专员兼保安司令部公署，治所在今德保县；民国三十一年为第六区行政督察专员兼保安司令公署，治所在今靖西县。
1949年12月15日，龙茗县解放，属龙州专区，同月23日，镇结县解放，属武鸣专区。1950年1月31日，向都县解放，先属武鸣专区后属百色专区。1951年6月，镇结、向都县合併成為镇向县，劃镇结县大隆区全部给平果县，以原镇结县治今进结街为县治，属百色专区。1951年9月，镇向、龙茗县并为镇都县，以原龙茗县添等镇为县治，先属崇左专区，后属邕宁专区、桂西壮族自治州。1953年4月划都结区全部给隆安县，全茗区全部划给大新县，4月将甘茶区全部，7月续将丰马、双燕、那雅3乡划给田东县。1955年1月，平果县杰流乡划归镇都县；1956年7月，隆安县都结区茴梨乡划归镇都县；1957年4月，隆安县龙彦屯划归镇都县茴梨乡。
1957年4月17日，国务院批准镇都县改名为天等县，县治添等镇随之改名为天等镇，属邕宁专区。1958年7月划救汉乡的弄扎屯给大新县那岭乡。1958年12月，天等、大新县并为新英县，后改为龙茗县，县治在龙英街。1959年5月撤消龙茗县，恢复天等、大新县，属南宁专区。1970年南宁专区改为南宁地区，天等县属南宁地区至今。崇左市于2003年8月6日正式挂牌成立，从此天等县归崇左市。1964年，平果县天南、品力、孟养乡划归天等县进结区。

## 行政区划
共有6个镇、7个乡：
天等镇、龙茗镇、进结镇、向都镇、东平镇、福新镇、都康乡、宁干乡、驮堪乡、进远乡、上映乡、把荷乡和小山乡。

## 人口
根據第七次人口普查數據，截至2020年11月，天等縣常住人口為28.04萬人。
天等縣有壯、漢、瑤、苗侗等民族，其中壯族人口占總人口的98.34%。
2002年，全县总人口为40万人。

## 地理
全县总面积323.88万亩，其中山地面积276.16万亩，占85.48%，耕地面积38.56万亩，占11.93%。

## 交通

### 公路
- 合那高速、 243国道。

## 特产
天等指天椒：中国地理标志产品。据检测，天等指天椒辣椒素含量是一般辣椒的155倍，热含量是一般辣椒的15倍，故享有“天下第一辣”而名扬海内外。